# Битва при Тигранакерті
Битва при Тигранакерті — битва Третьої Мітрідатової війни між арміями Римської республіки і Великої Вірменії, що сталася 6 жовтня 685 року від заснування Риму (69 року до н. е.) при Тигранакерті. Незважаючи на значну чисельну перевагу вірмен, вона закінчилася їх нищівною поразкою, після якої почався стрімкий розпад держави Тиграна II: відпадання васальних царів, вторгнення парфянських військ Фраата III і навіть повстання власних дітей Тиграна, що призвело до його капітуляції перед новим командувачем римлян Гнеєм Помпеєм. Безпосереднім результатом битви стало захоплення римлянами Тигранакерта, столиці Вірменського царства.

## Передісторія

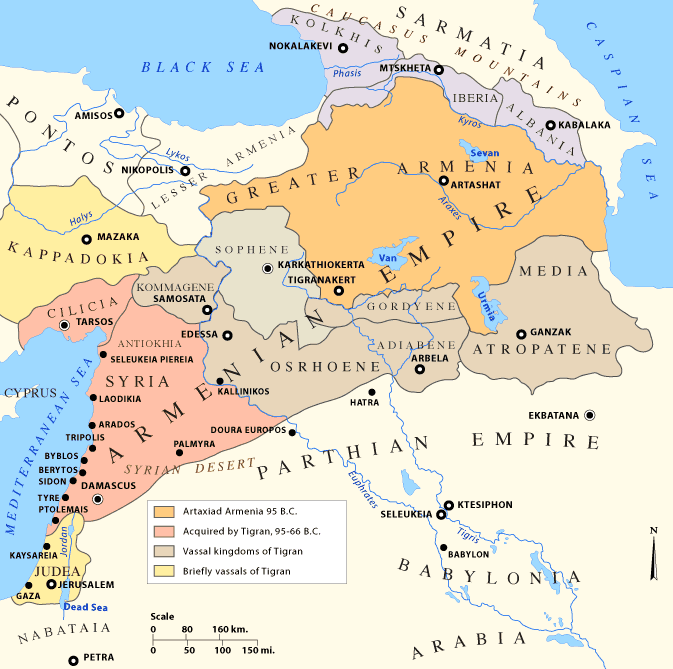
Імперія Тиграна

Завоювання Тиграна на Близькому Сході призвели до створення вірменської імперії, кордони якої простягалися від Чорного моря і ріки Кури на півночі до Набатеї на півдні, і від Мідії на сході до римської Кілікії та Каппадокії на заході. Спільно з батьком своєї дружини Клеопатри, царем Понту Мітрідатом VI, Тигран зміг анексувати частину територій Парфії та Месопотамії в районі Леванту. У завойованій ним Сирії він побудував один з чотирьох Тигранакертів, який став центром його сирійських володінь. Щоб населити нове місто, Тигран заселив його великою кількістю полонених євреїв, а також насильно переселив у Тигранакерт мешканців розорених міст Каппадокії, Коммагени, Адіабени, Ассирії і Гордієни, які він підкорив близько 77 року до н. е.. Тигранакерт розквітав, ставши одним із центрів елліністичної культури на Близькому Сході. Місто було побудовано таким чином, що могло витримувати тривалу облогу: це була споруда, оточена високою 25-метровою стіною, настільки товстою, що всередину її було вбудовано стайні для коней. Неподалік від міських стін, зовні, розташовувався палац царя, навколо якого створили мисливські парки і ставки для рибної ловлі. Також поблизу збудували укріплений замок.
Однак вірменська гегемонія в цьому регіоні наближалася до кінця через невдачі Мітрідата у війні з Римом на заході. Після чергової поразки, завданої йому римським полководцем Луцієм Ліцинієм Лукуллом, Мітрідат врятувався втечею і сховався у володіннях свого зятя Тиграна. Дізнавшись про це, Лукулл відправив до Антіохії посла Аппія Клавдія з вимогою видати втікача під загрозою війни з Римом. Однак Тигран відмовився видати головного ворога Риму того часу, заявивши, що вважатиме за краще воювати. Лукулл був здивований такою відповіддю і в 70 році до н. е. почав планувати напад на Вірменію, який нібито мав відбутися без оголошення війни, хоча інструкції Сенату не дозволяли йому таких дій.
Улітку 69 року до н. е. Лукулл і його війська вторглися в Каппадокію, після чого форсували Євфрат і увійшли в область Цопк Великої Вірменії, у якій був розташований Тигранакерт. Звістка про вторгнення римлян для Тиграна стала цілковитою несподіванкою, його здивувала швидкість їх просування, чому сприяли підговорені Римом міста. Похід Лукулла був настільки стрімким, що Тигран дізнався про нього тоді, коли вже неможливо що-небудь змінити. Ледве прийшла звістка про початок війни, як вороги вже підступили до стін його столиці. Цар Вірменії, що не очікував такого швидкого наступу римських військ, щоб затримати просування Лукулла, посилає генерала Митробазана з 2—3 тисячами солдатів назустріч римському війську. Надовго затримати римлян не вдалося, генерала з його військом розбили. Дізнавшись про поразку свого генерала, Тигран, доручивши захист міста одному з наближених, вирушає по армію вглиб країни, в Таврські гори. Однак Тигран не мав часу зібрати повноцінну армію, Лукулл послав двох своїх полководців з метою відвернути і перешкодити Тиграну. Перший, Мурена, заважав Тиграну, другий, Секстилій, висунувся в бік арабської армії, що йшла для возз'єднання з Тиграном. Скориставшись тим, що армію Тиграна відвернено, Лукулл осадив Тигранакерт, але сил для штурму великого велелюдного міста в нього було недостатньо.

## Хід битви

### Положення та склад армій
До часу початку облоги місто ще не було до кінця відбудоване, значна частина населення не була вірна Тиграну, оскільки той насильно переселив їх у свою столицю з підкорених і зруйнованих ним міст. За оборону міста відповідав залишений Тиграном Великим полководець Манкей. З підходом римських військ уздовж стін Тигранакерта встановили облогову техніку для здобуття міста, проте її знищили солдати під час спроби штурму за допомогою палаючого гасу. Використання гасу у військових цілях армією Тиграна Великого, можливо, стало першим в історії випадком застосування хімічної зброї.

Коли Тигран тільки підходив до міста, він послав близько 6000 вершників у Тигранакерт для визволення своїх дружин з облоги. Вершники прорвалися через укріплення римлян до гарнізону і, забравши дружин царя, повернулися. Пізніше до Тигранакерта підійшов зі своїм військом сам Тигран, який став табором на пагорбі біля міста. Таким чином співвідношення сил перед боєм було приблизно 1:2 на користь вірменського царя. За римським істориком того часу Аппіаном, зійшовши на пагорб, вірменський цар, побачивши римське військо, промовив: 
|  | Якщо це посли, то їх багато, якщо ж вороги, то їх занадто мало. |

Вірменська армія почала готуватися до битви. Мітрідат, повержений раніше римлянами, радив Тиграну оточити римлян і позбавити підвезення продовольства, після чого, вимотавши противника, добити його. Однак вірменський цар, що мав свій план ведення бою, не послухав поради родича, що мав величезний досвід у війнах з Римом.

#### Вірменська армія Тиграна

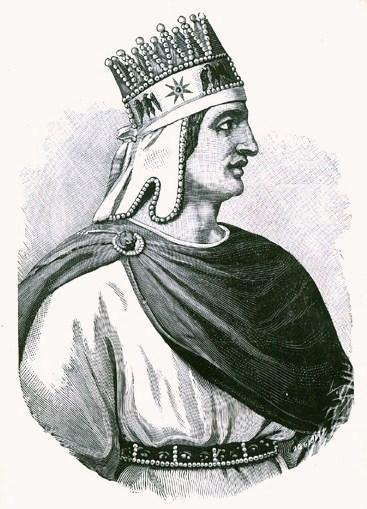
Тигран II Великий

За чисельністю армія Тиграна перевершувала римську. Згідно з даними Аппіана, вона складалася з 250 тисяч піхотинців і 50-тисячної кінноти, однак, згідно з думкою вірменських вчених, ці дані перебільшені. Орієнтовна чисельність вірменських військ, що перебувала біля Тигранакерта, на думку вірменських учених, становила 70-80 тисяч чоловік, і вона була надзвичайно строката за національним складом, до неї входили: вірмени, ібери, мідійці, албани, араби — жителі Адіабени і Гордієни.

#### Римська армія Лукулла

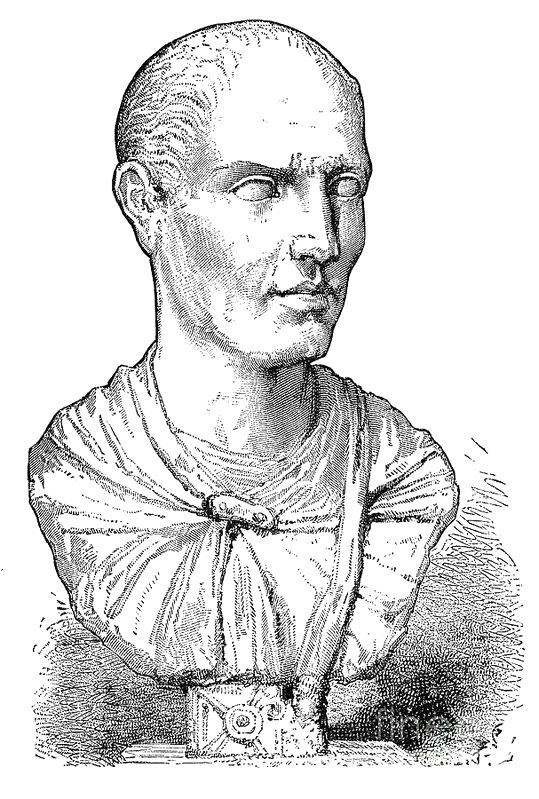
Луцій Ліциній Лукулл

Римська армія Лукулла в поході на Тигранакерт, за словами Аппіана, налічувала 2 добірних легіони і 500 вершників, але, на думку вірменських учених, таке малоймовірно, навряд чи похід у Вірменію був би здійснений з такою маленькою армією. Приблизна чисельність римського війська перед битвою з Тиграном, на думку вірменських учених, становила 40-50 тисяч чоловік і складалося воно з римлян, галлів, греків і васальних від Тиграна народів, що перейшли на бік Лукулла. Однак армія Лукулла перебувала у військовій кампанії вже більше 5 років і Аппіан, як і Плутарх, посилаються на військові таблиці, де чисельність римської армії точно вказана, — на момент бою у війську Лукулла було не більш як 25 000 чоловік.
Хоча все це здається неймовірним, але вже самі стародавні автори давали цьому бою незмінну оцінку — «Філософ Антіох у творі „Про богів“, говорячи про цю битву, стверджує, що сонце ще не бачило їй подібної. За словами Лівія, римляни ніколи не вступали в бій з ворогом, що настільки перевершує їх чисельністю: справді, переможці навряд чи складали і двадцяту частину переможених.» (Plut. Luc. 28) Так само у стародавніх авторів заслужену насмішку викликало пустодзвонство вірменського царя, який заявив, побачивши римську армію: «якщо вони прибули як посли, то їх прийшло дуже багато; якщо ж як вороги — дуже мало». Проте «його розвага тривала недовго, оскільки він незабаром дізнався, наскільки відвага і вміння перевершують будь-яку чисельність. Після його втечі солдати знайшли і віддали Лукуллу його тіару і пов'язку, що були біля нього; бо побоюючись, що ці прикраси можуть видати його і призвести до полону, він зірвав їх і відкинув геть.» (Dio XXXVI, 1)

### Битва
6 жовтня 69 року до н. е. радники Лукулла просили полководця ухилитися від битви, кажучи, що це один з чорних днів Риму, згідно з ними, цього дня колись розбили римське військо під командуванням Квінта Сервілія Цепіона. Лукулл не послухав поради наближених і вивів війська напоготів. Протиборчі армії зійшлися на річці Нікіфорія на південний захід від Тигранакерта. Римська армія розташувалася на західному березі, тоді як армія Тиграна — на східному.
Армія римлян пішла в атаку, Лукулл наказав галльській кінноті напасти на Тиграна з фронту, привернути його увагу на себе і без опору відступити. Побачивши відступ римлян, Тигран почав переслідувати їх, внаслідок переслідування ряди його війська дезорганізувалися. Сам Лукулл з пішими солдатами непомітно перейшов убрід Євфрат, пройшовши повз армію вірмен, і зайняв височину позаду важкої (панцирної) кінноти Тиграна, після чого, вигукнувши Перемога наша!, повів солдатів на броненосну кінноту, наказавши при цьому не пускати більше в хід дротиків, але підходити до ворога впритул і вражати мечем у стегна та гомілки — єдині частини тіла, які не закривала броня. Після зіткнення з броненосною кіннотою, яке застало її зненацька, остання пустилася тікати і в безладді навалилася на свою піхоту, почалася паніка і дезорганізація військових шикувань. Захоплення пагорба й подальша атака на панцирну кінноту, яка стояла внизу і не могла піднятися на крутий пагорб, зважаючи на тяжкість обладунків, стало тактичним успіхом і ключовим моментом у всій битві. Удар легіонів з флангів по зламаних рядах строкатої за національним складом вірменської армії довершив перемогу Лукулла. Ті ж частини вірменської армії, які в запалі переслідування віддалились від головних сил, коли римські вершники, повернувшись, напали на них, були знищені. Битву було програно, армія Тиграна почала відступати.

## Підсумок
У цій битві вірмени зазнали тяжкої поразки. Класичні джерела містять вельми прикрашені версії поразок, завданих Тиграну Лукуллом під Тигранакертом у жовтні 69 року до н. е.. За свідченням Плутарха, в одній з битв вірмени втратили «понад сотню тисяч піхоти» і майже всю кавалерію. Однак ці цифри слід приймати з обережністю, зважаючи на те, що Плутарх ставився до вірменського царя зі зневагою, а римські історики часто прикрашали факти і статистику.
Після поразки Тиграна, незважаючи на всі старання Манкея, спрямовані на підтримку обороноздатності міста, каппадокійці підняли бунт і відкрили ворота римлянам. Могутнє місто Тигранакерт швидко здалося римлянам, насамперед тому, що насильно переселені в нього греки і їм подібні жителі почули обіцянки Лукулла допомогти їм репатріюватися в рідні краї.
Крім багатьох скарбів, переможцям дісталася і вся царська скарбниця. Крім решти багатств, тільки золотом римлянам дісталося 8000 талантів, кожен легіонер отримав по 800 драхм, а саме взяття міста відсвяткували в усе ще недобудованому театрі Тигранакерта. Ця подвійна поразка мала для Тиграна фатальні наслідки — всі завойовані ним країни: Північна Месопотамія, Кордуена, Коммагена, Сирія і Східна Кілікія відпали від Вірменії і визнали владу римлян. Незважаючи на те, що була програна вирішальна битва, але не війна, час гегемонії в регіоні останнього великого елліністичного монарха «царя царів» Тиграна II добігав кінця, наближався захід вірменської імперії.

## Цікавий факт
Лукулл зневажав державу Тиграна Великого, тому ображав останнього, відмовившись називати його загальноприйнятим титулом «цар царів». У відповідь Тигран в офіційних відповідях відмовився титулувати Лукулла імператором, як вимагалося в той час.

### Античні джерела
- Аппіан Історія Риму: Мітрідатові війни [Архівовано 17 травня 2017 у Wayback Machine.]